# Gilles Florent
Pour les articles homonymes, voir Florent.
Gilles Florent est un rameur d'aviron français du XXe siècle.

## Palmarès

### Championnats du monde
- 1966 à Bled
  -  Médaille d'argent en deux barré[1]